# Tecongo
Tecongo är en ort i Mexiko.   Den ligger i kommunen Chilapa de Álvarez och delstaten Guerrero, i den södra delen av landet, 230 km söder om huvudstaden Mexico City. Tecongo ligger 1 121 meter över havet och antalet invånare är 340.
Terrängen runt Tecongo är kuperad åt nordväst, men åt sydost är den bergig. Runt Tecongo är det ganska glesbefolkat, med 42 invånare per kvadratkilometer. Närmaste större samhälle är San Marcos, 3,1 km öster om Tecongo. I omgivningarna runt Tecongo växer huvudsakligen savannskog.